# Бублик Юрій Тимофійович
Бублик Юрій Тимофійович; Охтирська райдержадміністрація, голова (04.2003-11.2004).
Н. 13.04.1950 (с. Пологи, Охтирський район, Сумська область); українець; батько Тимофій Петрович (1911—1987) і мати Ганна Федорівна (1914—2000) — колгоспники колгоспу «Іскра»; дружина Катерина Семенівна (1947) — пенс.; син Андрій (1973) — голова обласної асоціації з виконання агрохімічних робіт «Сумиоблагрохім»; дочка Ганна (1976); син Роман (1979) — працівник регіонального відділу Фонду державного майна України.
Осв.: Маловисторопський радгосп-технікум (1984—1987), агроном; Сумський сільськогосподарський інститут, учений агроном.
Народний депутат України 2-го склик. з 04.1994 (2-й тур) до 04.1998, Тростянецький виб. окр. № 354, Сум. обл., висун. тр. кол. Член Комітету з питань АПК, земельних ресурсів і соціального розвитку села.
- 01.1965-02.1969 — колгоспник, 02.1969-04.1970 — бригадир комплексної бригади колгоспу «Іскра» Охтирського району.
- 05.1970-05.1972 — служба в армії, місто Москва.
- 06.1972-03.1990 — бригадир комплексної бригади колгоспу «Іскра» Охтирського району.
- 03.1990-11.1994 — голова колгоспу (потім КСП) імені Леніна Тростянецького району.
- 05.1998-05.2001 — голова правління Сумської обласної асоціації «Сумиоблагрохім».
- 05.2001-08.2002 — заступник начальника Головного управління сільського господарства і продовольства Сумської облдержадміністрації.
- 08.2002-04.2003 — виконавчій директор Асоціації «Дівітас-хліб» Тростянецького району.

Ордени Трудового Червоного Прапора (12.1983), «Знак Пошани» (12.1977). Дві золоті медалі ВДНГ СРСР.
Захоплення: бджільництво.

## Джерело
- Довідка